# 柚木治
柚木 治（ゆのき おさむ、1965年 - ）は、日本の実業家。株式会社ジーユー代表取締役社長。

## 人物・経歴
兵庫県西宮市甲子園口駅商店街の八百屋の子として生まれる。中学高校ではサッカー部に選手兼マネージャーとして所属。1988年一橋大学経済学部卒業、伊藤忠商事入社。大学ではマルクス経済学の関恒義ゼミに所属。その後一橋大学大学院国際企業戦略研究科で竹内弘高教授などから学んだ。
伊藤忠商事ではペルシャ湾やアメリカ合衆国での油田開発事業を手がけたのち、帰国し経営企画を担当。退社後、GEキャピタル社M&Aマネジャーを経て、1999年ファーストリテイリング入社。2000年ファーストリテイリング執行役員ダイレクト販売事業部長。2002年、ファーストリテイリングの新規事業として役員の反対を押し切り食品直接販売事業のエフアール・フーズを立ち上げ代表取締役社長を務めたが、26億円の赤字で撤退。辞表を提出するが柳井正の慰留を受け留まる。
2008年からGOVリテイリング副社長。2010年同代表取締役社長。2011年ジーユー代表取締役社長。経営不振の続いた同社の立て直しにあたった。兼ファーストリテイリンググループ上席執行役員。

## テレビ番組
- 日経スペシャル カンブリア宮殿 シリーズ企画「大失敗社長の逆転劇 第1弾」 "ユニクロ野菜"の大失敗から年商2300億円！ 激安＆大満足アパレルでカリスマを唸らせた男（2020年2月6日、テレビ東京）- ジーユー社長 柚木治出演[9]。